# Synaptic
Synaptic (výslovnost [siˈnæptik]) je počítačový program fungující jako grafické uživatelské rozhraní správy balíčků pro balíčkovací systém APT, používaný zejména v Debianu a na něm založených distribucích Linuxu. Používá grafickou knihovnu GTK+ a je k disposici pod licencí GNU GPL, jedná se tedy o svobodný software.
Synaptic obvykle pracuje s balíčky typu deb, ale může pracovat i s balíčky typu RPM. Je používán pro instalaci balíčků z repozitářů i pro odinstalaci, ale i pro vyhledávání balíčků, zobrazování informací o nich, zobrazování snímků obrazovky a podobně. 
Vývoj Synapticu byl placen firmou Conectiva, která požádala svého tehdejšího zaměstnance, Alfreda Kojimu, aby napsal grafické rozhraní pro APT, čímž by navázal na práci započatou tvorbou apt-rm. V rámci Ubuntu je dnes stále k dispozici, ale jako výchozí program pro správu balíčků jej nahradilo Softwarové centrum Ubuntu a od verze 11.10 „Oneiric Ocelot“ není součástí výchozí instalace. Jinou populární alternativou Synapticu je propracovaný program Aptitude pro textové uživatelské rozhraní.